# Campionati italiani di triathlon cross country del 2015
I Campionati italiani di triathlon cross country del 2015 (XI edizione) sono stati organizzati dalla Federazione Italiana Triathlon e si sono tenuti a Revine Lago in Veneto, in data 14 giugno 2015.
Tra gli uomini ha vinto per la terza volta consecutiva Mattia De Paoli (Liger Team Keyline), mentre la gara femminile è andata per la seconda volta - dopo l'edizione del 2013 - a Monica Cibin (Triathlon Novara).

## Risultati

### Élite uomini
| Pos. | Atleta             | Società sportiva         | Nuoto    | Bici     | Corsa    | Totale   |
| ---- | ------------------ | ------------------------ | -------- | -------- | -------- | -------- |
|      | Mattia De Paoli    | Liger Team Keyline       | 00:23:40 | 01:11:30 | 00:28:14 | 02:05:01 |
|      | Leonardo Ballerini | Raschiani Tri Pavese     | 00:20:01 | 01:15:23 | 00:30:56 | 02:08:02 |
|      | Filippo Galli      | Raschiani Tri Pavese     | 00:23:30 | 01:15:39 | 00:28:12 | 02:09:12 |
| 4    | Alessio Buraccioni | Fiamme Oro               | 00:20:45 | 01:18:18 | 00:29:14 | 02:09:49 |
| 5    | Stefano Davite     | Sai Frecce Bianche       | 00:23:48 | 01:14:29 | 00:30:05 | 02:09:56 |
| 6    | Nicola Sessini     | CUS Trento CTT           | 00:22:21 | 01:18:30 | 00:29:45 | 02:12:19 |
| 7    | Davide Gabardo     | CUS Trento CTT           | 00:26:06 | 01:14:12 | 00:30:09 | 02:12:53 |
| 8    | Marco Spadaccia    | Forhans Team             | 00:23:41 | 01:15:43 | 00:31:46 | 02:13:09 |
| 9    | Fabio Guidelli     | G.P. Triathlon           | 00:21:50 | 01:22:31 | 00:29:14 | 02:15:20 |
| 10   | Francesco Figini   | Pool Cantù 1999          | 00:30:03 | 01:13:37 | 00:30:27 | 02:15:57 |
| 11   | Gabriele Caretta   | CUS Trento CTT           | 00:23:15 | 01:21:53 | 00:30:33 | 02:17:25 |
| 12   | Carlo Gattavecchia | Pool Cantù 1999          | 00:26:47 | 01:17:50 | 00:31:49 | 02:18:36 |
| 13   | Davide Gomiero     | G.P. Triathlon           | 00:22:49 | 01:21:35 | 00:32:29 | 02:18:54 |
| 14   | Matteo Baldacci    | Triathlon Team Riccione  | 00:25:03 | 01:22:52 | 00:29:47 | 02:19:59 |
| 15   | Gregory Da Ros     | A3 Triathlon             | 00:26:06 | 01:22:00 | 00:31:38 | 02:22:36 |
| 16   | Luca Molteni       | Ironlario Triathlon Club | 00:24:44 | 01:23:31 | 00:32:40 | 02:22:58 |
| 17   | Alain Filoni       | Tri Evolution            | 00:25:05 | 01:26:32 | 00:31:37 | 02:25:13 |
| 18   | Daniele Fraoni     | Triathlon Team Sassari   | 00:26:51 | 01:26:33 | 00:30:34 | 02:25:54 |
| 19   | Davide Boni        | Feralpi Triathlon        | 00:29:18 | 01:21:48 | 00:33:39 | 02:26:47 |
| 20   | Matteo Ravaioli    | Triathlon Faenza         | 00:29:30 | 01:24:04 | 00:32:09 | 02:27:34 |

### Élite donne
| Pos. | Atleta               | Società sportiva     | Nuoto    | Bici     | Corsa    | Totale   |
| ---- | -------------------- | -------------------- | -------- | -------- | -------- | -------- |
|      | Monica Cibin         | Triathlon Novara     | 00:24:10 | 01:30:56 | 00:34:19 | 02:31:11 |
|      | Elisabetta Curridori | Villacidro Triathlon | 00:24:26 | 01:33:41 | 00:33:29 | 02:33:50 |
|      | Sara Tavecchio       | Forhans Team         | 00:24:27 | 01:36:07 | 00:36:23 | 02:39:07 |
| 4    | Eleonora Peroncini   | CUS Parma            | 00:26:36 | 01:42:46 | 00:35:25 | 02:46:37 |
| 5    | Paola Goldoni        | Desenzano Triathlon  | 00:30:57 | 01:50:58 | 00:36:49 | 03:01:12 |
| 6    | Marica Romano        | Gr Sport Insieme     | 00:24:22 | 01:58:43 | 00:37:38 | 03:02:16 |
| 7    | Giulia Ramponi       | Padovanuoto Fidia    | 00:29:38 | 02:03:55 | 00:39:24 | 03:15:28 |
| 8    | Elisa Bassi          | CUS Parma            | 00:26:01 | 02:02:06 | 00:47:05 | 03:17:39 |
| 9    | Ernesta Fraquelli    | Bici Club 2000       | 00:29:41 | 01:58:12 | 00:49:01 | 03:19:34 |
| 10   | Silvia Colussi       | Reaction             | 00:22:45 | 02:15:13 | 00:40:50 | 03:22:36 |
| 11   | Ilenia Lazzaro       | Padovanuoto Fidia    | 00:38:43 | 02:22:21 | 00:44:16 | 03:48:53 |
| 12   | Luisella Iabichella  | Road Runners         | 00:36:12 | 02:26:01 | 00:51:23 | 03:57:15 |
| 13   | Giacinta Savorani    | Triathlon Faenza     | 00:35:36 | 02:35:16 | 00:45:24 | 03:59:44 |